# Fabio Mechetti
Fabio Mechetti (São Paulo, 27 de Agosto de 1957) é um maestro brasileiro. É mestre em regência e composição pela Juilliard School, em Nova York. É regente titular e diretor artístico da Orquestra Filarmônica de Minas Gerais desde 2008, e comanda a Orquestra Sinfônica de Jacksonville desde 1999.

## Biografia
Diretor Artístico e Regente Titular da Orquestra Filarmônica de Minas Gerais desde sua criação, em 2008. Por esse trabalho, recebeu o XII Prêmio Carlos Gomes/2009 na categoria Melhor Regente brasileiro. Recentemente, tornou-se o primeiro brasileiro a ser convidado a dirigir uma orquestra asiática, sendo nomeado Regente Principal da Orquestra Filarmônica da Malásia. Foi Regente Titular da Orquestra Sinfônica de Syracuse, da Orquestra Sinfônica de Spokane e da Orquestra Sinfônica de Jacksonville, sendo, agora, Regente Emérito destas duas últimas.. Regente associado de Mstislav Rostropovich na Orquestra Sinfônica Nacional de Washington com a qual dirigiu vários concertos no Kennedy Center e no Capitólio americano, e Regente Residente da Orquestra Sinfônica de San Diego.
Fez sua estréia no Carnegie Hall de Nova York conduzindo a Orquestra Sinfônica de New Jersey e tem dirigido orquestras de Seattle, Buffalo, Utah, Rochester, Phoenix, Columbus. Foi convidado para reger festivais de verão nos Estados Unidos como o Grant Park em Chicago e Chautauqua em Nova York.
Regeu diversos concertos no México, Espanha e Venezuela. No Japão dirigiu por várias vezes as Orquestras Sinfônicas de Tóquio, Sapporo e Hiroshima. Recentemente fez a sua estréia com a Orquestra Sinfônica da BBC da Escócia, a Filarmônica de Auckland na Nova Zelândia e a Orquestra Sinfônica de Quebec no Canadá.
Após vencer o Concurso Internacional de Regência Nicolai Malko na Dinamarca, passou a reger orquestras da Escandinávia, como a Orquestra da Rádio Dinamarquesa e a de Helsingborg na Suécia.
No Brasil foi convidado a dirigir a Orquestra Sinfônica Brasileira, a Orquestra Sinfônica do Estado de São Paulo, as orquestras de Porto Alegre  e as municipais de São Paulo e do Rio de Janeiro.
Já trabalhou com artistas como Alicia de Larrocha, Thomas Hampson, Frederica von Stade, Arnaldo Cohen, Nelson Freire, Emanuel Ax, Gil Shaham, Midori, Evelyn Glennie, Kathleen Battle entre outros.
Estreou nos Estados Unidos dirigindo a Ópera de Washington. Dentro do seu repertório operístico destacam-se produções de Tosca, Turandot, Carmen, Don Giovanni, Così fan tutte, La Bohème, Butterfly, Barbeiro de Sevilha, Macbeth, La traviata e As Alegres Comadres de Windsor.
Regeu em 2023 a Orquestra Filarmônica de Minas Gerais em um concerto em comemoração aos 75 anos do compositor Ronaldo Miranda interpretando a obra Horizontes de 1992. A orquestra vai gravar uma série de obras do autor, lançadas na coleção Música do Brasil, do selo Naxos.

### Premiações
- Vencedor do Concurso Internacional de Regência Nicolai Malko na Dinamarca.
- Vencedor do XII Prêmio Carlos Gomes como melhor regente do Brasil em 2009.